# Liste der Kulturdenkmale in Schorndorf

Wappen von Schorndorf

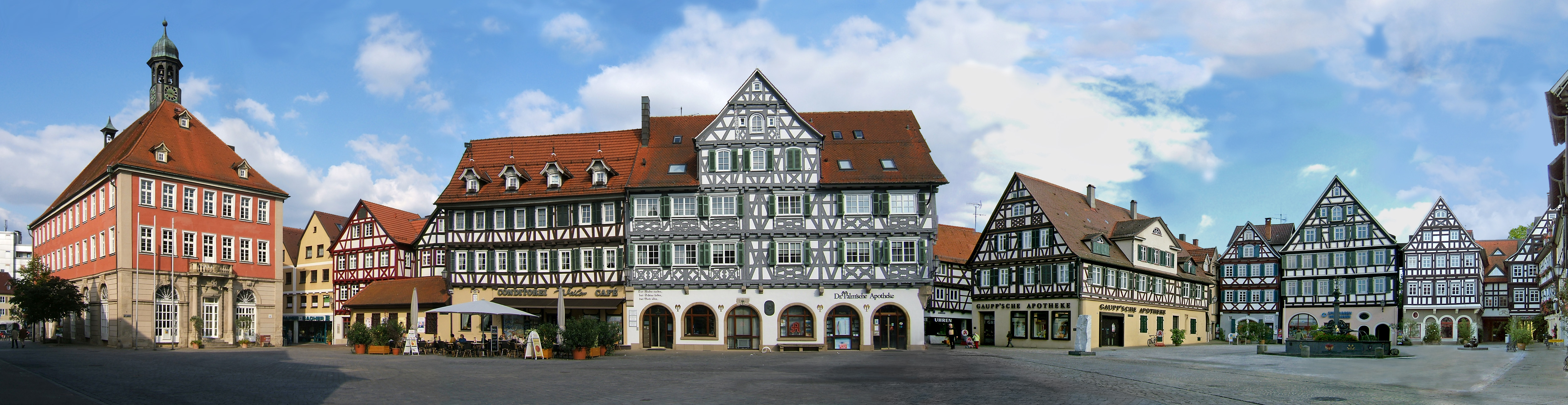
Marktplatz in Schorndorf

In der Liste der Kulturdenkmale in Schorndorf sind Bau- und Kunstdenkmale der Stadt Schorndorf verzeichnet.
Die Liste wurde nach dem gemeinsamen Flächennutzungsplan 2015 Erläuterungsbericht des Planungsverband Schorndorf Winterbach erstellt. Stand dieser Liste ist der 15. Februar 2005. Die Namen wurden aus dem Denkmalpflegerischen Werteplan Gesamtanlage Schorndorf des Regierungspräsidium Stuttgart, Referat Denkmalpflege übernommen. Stand dieser Liste ist der 20. November 2008.
Diese Liste ist nicht rechtsverbindlich. Eine rechtsverbindliche Auskunft ist lediglich auf Anfrage bei der Denkmalschutzbehörde der Stadt Schorndorf erhältlich.

## Allgemein
- Bild: Zeigt ein ausgewähltes Bild aus Commons, „Weitere Bilder“ verweist auf die Bilder im Medienarchiv Wikimedia Commons.
- Bezeichnung: Nennt den Namen, die Bezeichnung oder die Art des Kulturdenkmals.
- Lage: Straßenname und Hausnummer oder Flurstücknummer des Kulturdenkmals, gegebenenfalls auch den Ortsteil. Die Grundsortierung der Liste erfolgt nach dieser Adresse. Der Link (Karte) führt zu verschiedenen Kartendiensten mit der Position des Kulturdenkmals. Fehlt dieser Link, wurden die Koordinaten noch nicht eingetragen. Sind diese bekannt, können sie über ein Tool mit einer Kartenansicht einfach nachgetragen werden. In dieser Kartenansicht sind Kulturdenkmale ohne Koordinaten mit einem roten bzw. orangen Marker dargestellt und können durch Verschieben auf die richtige Position in der Karte mit Koordinaten versehen werden. Kulturdenkmale ohne Bild sind an einem blauen bzw. roten Marker erkennbar.
- Datierung: Baubeginn, Fertigstellung, Datum der Erstnennung oder grobe zeitliche Einordnung entsprechend des Eintrags in der zuständigen Denkmaldatenbank (Landesamt für Denkmalpflege Baden-Württemberg).
- Beschreibung: Kurzcharakteristik des Kulturdenkmals.

## Kulturdenkmale in Schorndorf
| Bild           | Bezeichnung | Lage                                                                   | Datierung | Beschreibung | ID                       |
| -------------- | --- | ---------------------------------------------------------------------- | --------- | --- | ------------------------ |
|                | Gesamtanlage „Altstadt Schorndorf“                                                                                        | Schorndorf                                                             |           | Am Südufer der Rems gelegene Altstadt mit Resten der ehem. Landesfestung mit Schlossanlage, Stadtmauer und Türmen des 16. Jh., ehem. Hl.-Geist-Hospital, Geburtshaus von Gottlieb Daimler, Stadtpfarrkirche, Rathaus sowie in Randlage Feuersee und Friedhof. Geschützt nach § 19 DSchG |                          |
|                | | Schorndorf, Aichenbachstraße 4 / Burgstraße 3 (Karte)                  |           | Geschützt nach § 2 DSchG |                          |
|                | Stadtmauer | Schorndorf, Am Ochsenberg                                              |           | Geschützt nach § 12 DSchG |                          |
|                | Wohnhaus | Schorndorf, Am Ochsenberg 4                                            |           | Geschützt nach § 2 DSchG |                          |
|                | Wohnhaus | Schorndorf, Am Ochsenberg 8                                            |           | Geschützt nach § 12 DSchG |                          |
|                | Wohnhaus mit Teilen der Stadtmauer                                                                                        | Schorndorf, Am Ochsenberg 18                                           |           | Geschützt nach § 2 DSchG |                          |
|                | Ehem. Archiv des Hl. Geist-Hospitals/Stadtarchiv                                                                          | Schorndorf, Archivstraße 2 (Karte)                                     |           | LVB S. 405 Nr. 35 |                          |
|                | Ehem. Bindhaus des Hl.-Geist-Hospitals, heute Wohnhaus mit Ladenlokal                                                     | Schorndorf, Archivstraße 3 (Karte)                                     |           | Geschützt nach § 2 DSchG |                          |
|                | Ehem. Meierei des Hl.-Geist-Hospitals, heute technisches Rathaus/städt. Planungsamt                                       | Schorndorf, Archivstraße 4 (Karte)                                     |           | LVB S. 404 Nr. 34 |                          |
|                | Ehem. Ackerbürgerhaus, heute Wohnhaus                                                                                     | Schorndorf, Archivstraße 5 (Karte)                                     |           | Geschützt nach § 2 DSchG |                          |
|                | Schlosswallsschule | Schorndorf, Archivstraße 14 (Karte)                                    |           | Geschützt nach § 2 DSchG |                          |
| Weitere Bilder | Villa Arnold | Schorndorf, Augustenstraße 2, 4                                        |           | Nordöstlich des historischen Stadtkernes gelegene ehemalige Eisenmöbelfabrik Arnold mit Produktionsbauten und Besitzervilla. Geschützt nach § 2 DSchG |                          |
|                | Stadtmauer | Schorndorf, Beim Brünnele 7 (Karte)                                    |           | Geschützt nach § 2 DSchG |                          |
|                | | Schorndorf, Bismarckstraße 10 (Karte)                                  |           | Geschützt nach § 2 DSchG |                          |
|                | | Schorndorf, Burgstraße 3 (Karte)                                       |           | Geschützt nach § 2 DSchG |                          |
|                | Forstamt | Schorndorf, Burgstraße 6 (Karte)                                       |           | Geschützt nach § 2 DSchG |                          |
|                | | Schorndorf, Burgstraße 9 (Karte)                                       |           | Geschützt nach § 2 DSchG |                          |
|                | Festungsanlage im Keller                                                                                                  | Schorndorf, Burgstraße 30, 32 (Karte)                                  |           | Geschützt nach § 2 DSchG |                          |
|                | | Schorndorf, Burgstraße 34 (Karte)                                      |           | Geschützt nach § 2 DSchG |                          |
|                | | Schorndorf, Burgstraße 36 (Karte)                                      |           | Geschützt nach § 2 DSchG |                          |
|                | | Schorndorf, Burgstraße 42                                              |           | Geschützt nach § 2 DSchG |                          |
|                | | Schorndorf, Burgstraße 51 (Karte)                                      |           | Geschützt nach § 2 DSchG |                          |
|                | Festungsrest im Keller | Schorndorf, Charlottenstraße 8b/Heinkelstraße 1                        |           | Geschützt nach § 2 DSchG |                          |
|                | Feuersee | Schorndorf, Feuersee                                                   |           | Geschützt nach § 2 DSchG |                          |
|                | Geburtshaus Reinhold Maier                                                                                                | Schorndorf, Feuerseestraße 1 (Karte)                                   |           | Geschützt nach § 2 DSchG |                          |
|                | Steinkreuz | Schorndorf, Flst. 4222                                                 |           | Geschützt nach § 2 DSchG |                          |
|                | Villa am Schloss | Schorndorf, Friedensstraße 13 (Karte)                                  |           | Geschützt nach § 2 DSchG |                          |
|                | | Schorndorf, Friedensstraße 25 (Karte)                                  |           | Geschützt nach § 2 DSchG |                          |
|                | Sachgesamtheit Alter Friedhof mit Friedhofskapelle                                                                        | Schorndorf, Friedhofstraße                                             |           | Geschützt nach § 2 DSchG |                          |
|                | Gartenhaus | Schorndorf, Gmünder Straße 14 (Karte)                                  |           | Geschützt nach § 2 DSchG |                          |
|                | | Schorndorf, Gmünder Straße 20 (Karte)                                  |           | Geschützt nach § 2 DSchG |                          |
|                | Grubbank | Schorndorf, Göppinger Straße / Frauenbergweg                           |           | Geschützt nach § 2 DSchG |                          |
|                | | Schorndorf, Göppinger Straße 4 (Karte)                                 |           | Geschützt nach § 2 DSchG |                          |
|                | | Schorndorf, Göppinger Straße 14 (Karte)                                |           | Geschützt nach § 2 DSchG |                          |
|                | Wohn- und Geschäftshaus                                                                                                   | Schorndorf, Gottlieb-Daimler-Straße 3                                  |           | Geschützt nach § 2 DSchG |                          |
|                | Gasthaus zum Elefanten und Wohn- und Geschäftshaus                                                                        | Schorndorf, Gottlieb-Daimler-Straße 5 (Karte)                          |           | Geschützt nach § 2 DSchG |                          |
|                | Wohn- und Geschäftshaus                                                                                                   | Schorndorf, Gottlieb-Daimler-Straße 6 (Karte)                          |           | Geschützt nach § 2 DSchG |                          |
|                | Wohn- und Geschäftshaus                                                                                                   | Schorndorf, Gottlieb-Daimler-Straße 8 (Karte)                          |           | LVB S. 403 Nr. 15 |                          |
|                | Wohn- und Geschäftshaus, ehem. Wohn- und Handelshaus                                                                      | Schorndorf, Gottlieb-Daimler-Straße 18 (Karte)                         |           | Geschützt nach § 2 DSchG |                          |
|                | Doppelwohn- und Geschäftshaus, ehem. Handwerkerhaus                                                                       | Schorndorf, Gottlieb-Daimler-Straße 21 / Schlichtener Straße 4 (Karte) |           | Geschützt nach § 2 DSchG |                          |
|                | Wohn- und Geschäftshaus                                                                                                   | Schorndorf, Gottlieb-Daimler-Straße 23 (Karte)                         |           | Geschützt nach § 2 DSchG |                          |
|                | Wohn- und Geschäftshaus                                                                                                   | Schorndorf, Gottlieb-Daimler-Straße 24 (Karte)                         |           | Geschützt nach § 2 DSchG |                          |
|                | Doppelwohn- und Geschäftshaus, ehem. Ackerbürgerhaus, sog. Selbanderhaus                                                  | Schorndorf, Gottlieb-Daimler-Straße 25/27 (Karte)                      |           | Geschützt nach § 2 DSchG |                          |
|                | Wohnhaus mit Gaststätte, ehem. Gasthaus Engel                                                                             | Schorndorf, Gottlieb-Daimler-Straße 26 (Karte)                         |           | Geschützt nach § 2 DSchG |                          |
|                | | Schorndorf, Gottlieb-Daimler-Straße 31 / Römmelgasse 13/1 (Karte)      |           | Geschützt nach § 2 DSchG |                          |
|                | Wohnhaus und ehem. Gasthaus Adler                                                                                         | Schorndorf, Gottlieb-Daimler-Straße 33 (Karte)                         |           | Geschützt nach § 2 DSchG |                          |
|                | Wohn- und Geschäftshaus                                                                                                   | Schorndorf, Gottlieb-Daimler-Straße 37 / Hintere Römmelgasse 3 (Karte) |           | Geschützt nach § 2 DSchG |                          |
|                | | Schorndorf, Grabenstraße 38 (Karte)                                    |           | Geschützt nach § 2 DSchG |                          |
|                | | Schorndorf, Grabenstraße 60                                            |           | Existiert nicht mehr. Geschützt nach § 2 DSchG |                          |
|                | | Schorndorf, Hammerschlag 2 (Karte)                                     |           | Geschützt nach § 2 DSchG | BW                       |
|                | Wohnhaus, ehem. Ackerbürgerhaus                                                                                           | Schorndorf, Hetzelgasse 5 (Karte)                                      |           | Geschützt nach § 2 DSchG |                          |
| Weitere Bilder | Wohnhaus, ehem. Ackerbürgerhaus                                                                                           | Schorndorf, Hetzelgasse 6 (Karte)                                      |           | LVB S. 403 Nr. 4 |                          |
|                | Doppelwohnhaus | Schorndorf, Hetzelgasse 12/14 (Karte)                                  |           | Geschützt nach § 2 DSchG |                          |
| Weitere Bilder | Wohnhaus, ehem. Ackerbürgerhaus                                                                                           | Schorndorf, Hetzelgasse 16 (Karte)                                     |           | LVB S. 403 Nr. 2 Geschützt nach § 2 DSchG |                          |
| Weitere Bilder | Wohnhaus mit Galerie, ehem. Ackerbürgerhaus                                                                               | Schorndorf, Hetzelgasse 24 (Karte)                                     |           | LVB S. 403 Nr. 1 Geschützt nach § 2 DSchG |                          |
| Weitere Bilder | Wohnhaus, ehemaliges Ackerbürgerhaus                                                                                      | Schorndorf, Hetzelgasse 34 (Karte)                                     |           | Geschützt nach § 2 DSchG |                          |
|                | | Schorndorf, Hintere Römmelgasse 3 (Karte)                              |           | Geschützt nach § 2 DSchG |                          |
|                | Stadtmauer mit Mauerturm, heute Wohnhaus                                                                                  | Schorndorf, Hintere Römmelgasse 8 (Karte)                              |           | Geschützt nach § 2 DSchG |                          |
|                | Wohnhaus mit Laden, ehem. Handwerkerhaus                                                                                  | Schorndorf, Hirschgasse 3 (Karte)                                      |           | Geschützt nach § 2 DSchG |                          |
|                | Wohnhaus, ehem. Ackerbürgerhaus                                                                                           | Schorndorf, Hirschgasse 5                                              |           | Geschützt nach § 2 DSchG |                          |
|                | Wohnhaus, ehem. Ackerbürgerhaus                                                                                           | Schorndorf, Höllgasse 1 (Karte)                                        |           | Geschützt nach § 2 DSchG |                          |
|                | Wohnhaus | Schorndorf, Höllgasse 5 (Karte)                                        |           | LVB S. 404 Nr. 30 Geschützt nach § 2 DSchG |                          |
|                | Wohnhaus | Schorndorf, Höllgasse 6 (Karte)                                        |           | Geschützt nach § 2 DSchG |                          |
| Weitere Bilder | Museum, Geburtshaus von Gottlieb Wilhelm Daimler                                                                          | Schorndorf, Höllgasse 7 (Karte)                                        |           | Geschützt nach § 12 DSchG |                          |
| Weitere Bilder | Wohnhaus mit Gaststätte zum Pfauen                                                                                        | Schorndorf, Höllgasse 9 (Karte)                                        |           | LVB S. 404 Nr. 29 Geschützt nach § 2 DSchG |                          |
|                | Wohnhaus mit Werkstatt | Schorndorf, Höllgasse 10 (Karte)                                       |           | Geschützt nach § 2 DSchG |                          |
| Weitere Bilder | Wohnhaus mit Gaststätte                                                                                                   | Schorndorf, Höllgasse 11 u. 11/1 (Karte)                               |           | Geschützt nach § 28 DSchG |                          |
| Weitere Bilder | Wohnhaus mit Ladenlokal, ehem. Ackerbürgerhaus                                                                            | Schorndorf, Höllgasse 12 (Karte)                                       |           | LVB S. 404 Nr. 31 Geschützt nach § 2 DSchG |                          |
| Weitere Bilder | Wohnhaus, ehem. Ackerbürgerhaus                                                                                           | Schorndorf, Höllgasse 13 (Karte)                                       |           | LVB S. 404 Nr. 26 Geschützt nach § 2 DSchG |                          |
|                | Wohnhaus, ehem. Ackerbürgerhaus                                                                                           | Schorndorf, Höllgasse 15 (Karte)                                       |           | Geschützt nach § 2 DSchG |                          |
| Weitere Bilder | Wohnhaus, ehem. Ackerbürgerhaus                                                                                           | Schorndorf, Höllgasse 16 (Karte)                                       |           | Geschützt nach § 2 DSchG |                          |
|                | Wohnhaus | Schorndorf, Höllgasse 17 (Karte)                                       |           | Geschützt nach § 2 DSchG |                          |
| Weitere Bilder | Wohnhaus | Schorndorf, Höllgasse 18 (Karte)                                       |           | LVB S. 404 Nr. 25 Geschützt nach § 2 DSchG |                          |
| Weitere Bilder | Wohn- und Geschäftshaus, ehem. Ackerbürgerhaus                                                                            | Schorndorf, Höllgasse 24 (Karte)                                       |           | LVB S. 404 Nr. 27 Geschützt nach § 2 DSchG |                          |
| Weitere Bilder | Reste von Hirschgasse 15                                                                                                  | Schorndorf, Höllgasse 26 (ehem. Hirschgasse 15) (Karte)                |           | Geschützt nach § 2 DSchG |                          |
|                | Stadtmauer | Schorndorf, Im Sack 1 (Karte)                                          |           | Geschützt nach § 2 DSchG |                          |
| Weitere Bilder | Wohnhaus, ehem. Ackerbürgerhaus                                                                                           | Schorndorf, Im Sack 3 (Karte)                                          |           | LVB S. 405 Nr. 38 Geschützt nach § 2 DSchG |                          |
|                | Ehem. Stallscheune, heute Wohnhaus                                                                                        | Schorndorf, Im Sack 4 (Karte)                                          |           | Geschützt nach § 2 DSchG |                          |
|                | Ackerbürgerhaus mit Resten der Stadtmauer                                                                                 | Schorndorf, Im Sack 5 (Karte)                                          |           | Geschützt nach § 2 DSchG |                          |
|                | Ehem. Dekantsscheune, später Werkstatt                                                                                    | Schorndorf, Im Sack 6 (Karte)                                          |           | Geschützt nach § 2 DSchG |                          |
|                | Ehem. Scheune mit Teil der Stadtmauer, später Eisenmagazin                                                                | Schorndorf, Im Sack 7 (Karte)                                          |           | Geschützt nach § 2 DSchG |                          |
|                | Wohn- bzw. Kleinbauernhaus                                                                                                | Schorndorf, Im Sack 8 (Karte)                                          |           | Geschützt nach § 2 DSchG |                          |
| Weitere Bilder | Wohn- und Geschäftshaus                                                                                                   | Schorndorf, Johann-Philipp-Palm-Straße 1 (Karte)                       |           | Geschützt nach § 2 DSchG |                          |
| Weitere Bilder | Wohn- und Geschäftshaus                                                                                                   | Schorndorf, Johann-Philipp-Palm-Straße 2 (Karte)                       |           | Geschützt nach § 2 DSchG |                          |
|                | Wohn- und Geschäftshaus                                                                                                   | Schorndorf, Johann-Philipp-Palm-Straße 3/5 (Karte)                     |           | Geschützt nach § 2 DSchG |                          |
| Weitere Bilder | Wohn- und Geschäftshaus                                                                                                   | Schorndorf, Johann-Philipp-Palm-Straße 4 (Karte)                       |           | Geschützt nach § 2 DSchG |                          |
| Weitere Bilder | Wohn- und Geschäftshaus                                                                                                   | Schorndorf, Johann-Philipp-Palm-Straße 6 (Karte)                       |           | Geschützt nach § 2 DSchG |                          |
| Weitere Bilder | Wohn- und Geschäftshaus, ehem. Ackerbürgerhaus                                                                            | Schorndorf, Johann-Philipp-Palm-Straße 8 (Karte)                       |           | Geschützt nach § 12 DSchG |                          |
|                | Ehem. Schafstall des Hl.-Geist-Hospitals, heute gewerblich genutzt                                                        | Schorndorf, Johann-Philipp-Palm-Straße 8a (Karte)                      |           | Geschützt nach § 2 DSchG |                          |
|                | Ehem. evangelisches Dekanat (bis 1835), heute Wohn- und Geschäftshaus                                                     | Schorndorf, Johann-Philipp-Palm-Straße 9 (Karte)                       |           | Wohn- und Sterbehaus von Jakob Friedrich von Abel Geschützt nach § 2 DSchG |                          |
| Weitere Bilder | Ehem. Pfründnerhaus des Hl.-Geist-Hospitals mit sog. Hirschbrunnen, heute öffentliche Nutzung/städt. Hoch- und Tiefbauamt | Schorndorf, Johann-Philipp-Palm-Straße 10 (Karte)                      |           | LVB S. 404 Nr. 19 Geschützt nach § 12 DSchG |                          |
|                | Doppelwohn- und Geschäftshaus                                                                                             | Schorndorf, Johann-Philipp-Palm-Straße 13/15 (Karte)                   |           | Geschützt nach § 2 DSchG |                          |
|                | Wohn- und Geschäftshaus                                                                                                   | Schorndorf, Johann-Philipp-Palm-Straße 17 (Karte)                      |           | Geschützt nach § 2 DSchG |                          |
|                | Wohn- und Geschäftshaus, ehem. Gasthaus Zum Waldhorn                                                                      | Schorndorf, Johann-Philipp-Palm-Straße 18 (Karte)                      |           | Geschützt nach § 2 DSchG |                          |
|                | Wohn- und Geschäftshaus, ehem. Ackerbürgerhaus                                                                            | Schorndorf, Johann-Philipp-Palm-Straße 20 (Karte)                      |           | Geschützt nach § 2 DSchG |                          |
|                | Ehem. Obervogtei, heute öffentliche Nutzung/Finanzamt                                                                     | Schorndorf, Johann-Philipp-Palm-Straße 28 (Karte)                      |           | LVB S. 405 Nr. 37 Geschützt nach § 2 DSchG |                          |
| Weitere Bilder | Wohn- und Geschäftshaus, ehem. Ackerbürgerhaus                                                                            | Schorndorf, Johann-Philipp-Palm-Straße 29 (Karte)                      |           | Geschützt nach § 2 DSchG |                          |
| Weitere Bilder | Wohn- und Geschäftshaus                                                                                                   | Schorndorf, Johann-Philipp-Palm-Straße 31 (Karte)                      |           | Geschützt nach § 2 DSchG |                          |
|                | Wohnhaus mit Ladenlokal, vermutlich ehem. Handwerker- oder Handelshaus                                                    | Schorndorf, Johann-Philipp-Palm-Straße 33 (Karte)                      |           | Wurde durch einen Neubau ersetzt (siehe Bild). Geschützt nach § 2 DSchG |                          |
|                | | Schorndorf, Johann-Philipp-Palm-Straße 35                              |           | Wurde durch einen Neubau ersetzt (siehe Bild). Geschützt nach § 2 DSchG |                          |
|                | ehemalige Eisenmöbelfabrik Arnold                                                                                         | Schorndorf, Karlstraße 21 (Karte)                                      |           | Nordöstlich des historischen Stadtkernes gelegene ehemalige Eisenmöbelfabrik Arnold mit Produktionsbauten und Besitzervilla. Geschützt nach § 2 DSchG |                          |
|                | Ehem. Gasthaus zum Bären, heute Wohnhaus mit Ladenlokal                                                                   | Schorndorf, Kirchgasse 18 (Karte)                                      |           | Geschützt nach § 2 DSchG |                          |
|                | Wohn- und Geschäftshaus                                                                                                   | Schorndorf, Kirchgasse 23 (Karte)                                      |           | Geschützt nach § 2 DSchG |                          |
|                | Ehem. Vogtei, später Oberamt, danach Dekanat, heute Wohn- und Geschäftshaus                                               | Schorndorf, Kirchplatz 1 (Karte)                                       |           | Geschützt nach § 2 DSchG |                          |
|                | Wohn- und Geschäftshaus, ehem. Handwerkerhaus (Schreinerei, Steinmetz)                                                    | Schorndorf, Kirchplatz 3 (Karte)                                       |           | LVB S. 405 Nr. 39 Geschützt nach § 2 DSchG |                          |
|                | Wohn- und Geschäftshaus                                                                                                   | Schorndorf, Kirchplatz 5 (Karte)                                       |           | Geschützt nach § 2 DSchG |                          |
| Weitere Bilder | Ehem. Deutsche Schule | Schorndorf, Kirchplatz 7 (Karte)                                       |           | LVB S. 405 Nr. 40 Geschützt nach § 2 DSchG |                          |
| Weitere Bilder | Ehem. Lateinschule, heute Heimatmuseum                                                                                    | Schorndorf, Kirchplatz 9 (Karte)                                       |           | LVB S. 405 Nr. 41 Geschützt nach § 2 DSchG |                          |
|                | Ehem. Grabkreuz | Schorndorf, Kirchplatz 9 (Karte)                                       |           | Geschützt nach § 2 DSchG |                          |
| Weitere Bilder | Evangelische Stadtpfarrkirche                                                                                             | Schorndorf, Kirchplatz 10 (Karte)                                      |           | LVB S. 403 Nr. 14 Geschützt nach § 2 DSchG |                          |
|                | Wohnhaus, ehem. Ackerbürgerhaus                                                                                           | Schorndorf, Konstanzer-Hof-Gasse 6 (Karte)                             |           | Geschützt nach § 2 DSchG |                          |
|                | Wohnhaus, ehem. Ackerbürgerhaus                                                                                           | Schorndorf, Konstanzer-Hof-Gasse 7 (Karte)                             |           | Geschützt nach § 2 DSchG |                          |
|                | Wohnhaus mit Gaststätte Hirschstüble                                                                                      | Schorndorf, Konstanzer-Hof-Gasse 8 (Karte)                             |           | Geschützt nach § 2 DSchG |                          |
|                | Fassade des ehem. Ackerbürgerhauses                                                                                       | Schorndorf, Konstanzer-Hof-Gasse 9 (Karte)                             |           | Geschützt nach § 12 DSchG |                          |
|                | Wohnhaus, ehem. Ackerbürgerhaus                                                                                           | Schorndorf, Konstanzer-Hof-Gasse 10 (Karte)                            |           | Geschützt nach § 2 DSchG |                          |
|                | Wohn- und Geschäftshaus, ehem. Ackerbürgerhaus                                                                            | Schorndorf, Konstanzer-Hof-Gasse 11 (Karte)                            |           | Geschützt nach § 2 DSchG |                          |
|                | Wohnhaus, ehem. Ackerbürgerhaus                                                                                           | Schorndorf, Konstanzer-Hof-Gasse 12 (Karte)                            |           | Geschützt nach § 2 DSchG |                          |
|                | Wohn- und Geschäftshaus, ehem. Konstanzer-Hof (bis 1819)                                                                  | Schorndorf, Konstanzer-Hof-Gasse 13 (Karte)                            |           | Geschützt nach § 2 DSchG |                          |
|                | Wohn- und Geschäftshaus, ehem. Ackerbürgerhaus                                                                            | Schorndorf, Konstanzer-Hof-Gasse 14 (Karte)                            |           | Geschützt nach § 2 DSchG |                          |
|                | Wohnhaus und Gaststätte                                                                                                   | Schorndorf, Konstanzer-Hof-Gasse 16 (Karte)                            |           | Geschützt nach § 12 DSchG |                          |
|                | | Schorndorf, Künkelinstraße 55 (Karte)                                  |           | Geschützt nach § 2 DSchG | BW                       |
| Weitere Bilder | Rathaus | Schorndorf, Marktplatz 1 (Karte)                                       |           | LVB S. 405 Nr. 42 Geschützt nach § 2 DSchG |                          |
| Weitere Bilder | Palmsche Apotheke | Schorndorf, Marktplatz 2 (Karte)                                       |           | LVB S. 403 Nr. 16 Geschützt nach § 2 DSchG |                          |
| Weitere Bilder | Wohn- und Geschäftshaus                                                                                                   | Schorndorf, Marktplatz 3 (Karte)                                       |           | Geschützt nach § 2 DSchG |                          |
|                | Wohn- und Geschäftshaus, ehem. Wohnhaus der Barbara Künkelin                                                              | Schorndorf, Marktplatz 4 (Karte)                                       |           | Geschützt nach § 2 DSchG |                          |
|                | Wohn- und Geschäftshaus                                                                                                   | Schorndorf, Marktplatz 5/7 (Karte)                                     |           | Geschützt nach § 2 DSchG |                          |
|                | Wohn- und Geschäftshaus, ehem. Ackerbürgerhaus                                                                            | Schorndorf, Marktplatz 18 (Karte)                                      |           | Geschützt nach § 2 DSchG |                          |
| Weitere Bilder | Wohn- und Geschäftshaus, ehem. Gasthaus zum Löwen (ab 1822)                                                               | Schorndorf, Marktplatz 20 (Karte)                                      |           | Geschützt nach § 2 DSchG |                          |
|                | Wohn- und Geschäftshaus                                                                                                   | Schorndorf, Marktplatz 23 (Karte)                                      |           | Geschützt nach § 2 DSchG |                          |
|                | Wohn- und Geschäftshaus, ehem. Ackerbürgerhaus                                                                            | Schorndorf, Moserstraße 5 (Karte)                                      |           | Geschützt nach § 2 DSchG |                          |
|                | Wohnhaus mit Ladenlokal                                                                                                   | Schorndorf, Moserstraße 6 (Karte)                                      |           | Geschützt nach § 2 DSchG |                          |
|                | Wohnhaus mit Gaststätte, ehem. Ackerbürgerhaus                                                                            | Schorndorf, Moserstraße 8 (Karte)                                      |           | Geschützt nach § 2 DSchG |                          |
|                | Wohn- und Geschäftshaus, ehem. Ackerbürgerhaus                                                                            | Schorndorf, Moserstraße 10 (Karte)                                     |           | Geschützt nach § 2 DSchG |                          |
|                | Kunstmühle Hahn | Schorndorf, Mühlgasse 26, 26a, 28 (Karte)                              |           | Geschützt nach § 2 DSchG |                          |
|                | Marktbrunnen | Schorndorf, Oberer Marktplatz                                          |           | Geschützt nach § 12 DSchG |                          |
| Weitere Bilder | Gaupp’sche Apotheke | Schorndorf, Oberer Marktplatz 1 (Karte)                                |           | Geschützt nach § 12 DSchG |                          |
| Weitere Bilder | Wohn- und Geschäftshaus                                                                                                   | Schorndorf, Oberer Marktplatz 2 (Karte)                                |           | Geschützt nach § 2 DSchG |                          |
| Weitere Bilder | Wohnhaus, ehem. Hinterhaus zu Oberer Marktplatz 1                                                                         | Schorndorf, Oberer Marktplatz 3 (Karte)                                |           | Geschützt nach § 2 DSchG |                          |
| Weitere Bilder | Wohn- und Geschäftshaus                                                                                                   | Schorndorf, Oberer Marktplatz 5 (Karte)                                |           | Geschützt nach § 2 DSchG |                          |
| Weitere Bilder | Fachwerkpfosten bzw. Fachwerkfassade                                                                                      | Schorndorf, Oberer Marktplatz 6 (Karte)                                |           | Geschützt nach § 2 DSchG |                          |
| Weitere Bilder | Ehem. Stadtschreiberei, Wohn- und Geschäftshaus                                                                           | Schorndorf, Oberer Marktplatz 7 (Karte)                                |           | Geschützt nach § 2 DSchG |                          |
| Weitere Bilder | Wohn- und Geschäftshaus                                                                                                   | Schorndorf, Oberer Marktplatz 8 (Karte)                                |           | Geschützt nach § 2 DSchG |                          |
| Weitere Bilder | Teile der historischen Fassade                                                                                            | Schorndorf, Oberer Marktplatz 9 (Karte)                                |           | Geschützt nach § 2 DSchG |                          |
|                | | Schorndorf, Olgastraße 3 (Karte)                                       |           | Wurde durch einen Neubau ersetzt (siehe Bild). Geschützt nach § 2 DSchG |                          |
|                | Gewölbekeller, Relief | Schorndorf, Olgastraße 5                                               |           | Geschützt nach § 2 DSchG |                          |
|                | Grubbank | Schorndorf, Ramsbachstraße                                             |           | Geschützt nach § 2 DSchG |                          |
| Weitere Bilder | Ehem. Rotgerberhaus, heute Gastwirtschaft                                                                                 | Schorndorf, Römmelgasse 10 (Karte)                                     |           | LVB S. 403 Nr. 6 Geschützt nach § 2 DSchG |                          |
| Weitere Bilder | Ehem. Ackerbürgerhaus, heute Wohnhaus                                                                                     | Schorndorf, Römmelgasse 11 (Karte)                                     |           | LVB S. 403 Nr. 7 Geschützt nach § 2 DSchG |                          |
|                | Ehem. Ackerbürgerhaus, heute Wohnhaus                                                                                     | Schorndorf, Römmelgasse 12/14 (Karte)                                  |           | LVB S. 403 Nr. 8–9 Geschützt nach § 2 DSchG |                          |
|                | Pumpbrunnen | Schorndorf, Römmelgasse 12/14 (Karte)                                  |           | Geschützt nach § 2 DSchG |                          |
| Weitere Bilder | Ehem. Stallscheune des abgegangenen Gasthofes zum Ochsen, heute Wohnhaus                                                  | Schorndorf, Römmelgasse 13/1 (Karte)                                   |           | Geschützt nach § 2 DSchG |                          |
| Weitere Bilder | Wohnhaus | Schorndorf, Römmelgasse 15 (Karte)                                     |           | LVB S. 403 Nr. 11 Geschützt nach § 2 DSchG |                          |
| Weitere Bilder | Ehem. Ackerbürgerhaus, heute Wohnhaus                                                                                     | Schorndorf, Römmelgasse 17 (Karte)                                     |           | LVB S. 403 Nr. 10 Geschützt nach § 2 DSchG |                          |
| Weitere Bilder | Wohnhaus mit Stadtmauerrest                                                                                               | Schorndorf, Römmelgasse 18 (Karte)                                     |           | Geburtshaus von Gottlob Kamm LVB S. 405 Nr. 47 Geschützt nach § 2 DSchG |                          |
|                | Ehem. Ackerbürgerhaus, heute Wohnhaus                                                                                     | Schorndorf, Römmelgasse 19 (Karte)                                     |           | Geschützt nach § 2 DSchG |                          |
|                | Ehem. Ackerbürgerhaus, heute Wohnhaus                                                                                     | Schorndorf, Römmelgasse 21 (Karte)                                     |           | Geschützt nach § 12 DSchG |                          |
|                | Ehem. Ackerbürgerhaus, heute Wohnhaus                                                                                     | Schorndorf, Römmelgasse 22 (Karte)                                     |           | Geschützt nach § 2 DSchG |                          |
| Weitere Bilder | Ehem. Ackerbürgerhaus | Schorndorf, Römmelgasse 23 (Karte)                                     |           | Geschützt nach § 2 DSchG |                          |
|                | Gasthaus Zum goldenen Lamm                                                                                                | Schorndorf, Rosenstraße 1 (Karte)                                      |           | Geschützt nach § 2 DSchG |                          |
| Weitere Bilder | Bahnhof | Schorndorf, Rosenstraße                                                |           | Geschützt nach § 2 DSchG | Wikidata-Objekt anzeigen |
| Weitere Bilder | Ehem. Ackerbürgerhaus | Schorndorf, Rosenstraße 17                                             |           | Geschützt nach § 2 DSchG |                          |
|                | | Schorndorf, Schlichtener Straße 4 (Karte)                              |           | Geschützt nach § 2 DSchG |                          |
|                | Ehem. Ackerbürgerhaus, heute Wohnhaus                                                                                     | Schorndorf, Schlichtener Straße 6 (Karte)                              |           | Geschützt nach § 2 DSchG |                          |
|                | Ehem. Diakonatshaus, heute Wohnhaus                                                                                       | Schorndorf, Schlichtener Straße 8 (Karte)                              |           | Geburtshaus von Karl Friedrich Reinhard Geschützt nach § 2 DSchG |                          |
|                | Ehem. Ackerbürgerhaus, heute Wohn- und Geschäftshaus                                                                      | Schorndorf, Schlichtener Straße 10 (Karte)                             |           | LVB S. 403 Nr. 13 Geschützt nach § 2 DSchG |                          |
|                | Wohn- und Geschäftshaus                                                                                                   | Schorndorf, Schlichtener Straße 11 (Karte)                             |           | Geschützt nach § 2 DSchG |                          |
|                | Wohnhaus | Schorndorf, Schlichtener Straße 12 (Karte)                             |           | Geschützt nach § 2 DSchG |                          |
|                | | Schorndorf, Schlichtener Straße 32 (Karte)                             |           | Geschützt nach § 2 DSchG |                          |
|                | | Schorndorf, Schlichtener Straße 51 (Karte)                             |           | Geschützt nach § 2 DSchG |                          |
|                | | Schorndorf, Schlichtener Straße 67 (Karte)                             |           | Geschützt nach § 2 DSchG |                          |
|                | | Schorndorf, Schlichtener Straße 71 (Karte)                             |           | Wohnhaus von Emil Hayer Geschützt nach § 2 DSchG |                          |
| Weitere Bilder | Ehem. herzogliches Schloss, später Kaserne und Gefängnis, heute Verwaltungsgebäude mit Freifläche der ehem. Bastion       | Schorndorf, Schlossplatz 1 (Karte)                                     |           | LVB S. 405 Nr. 37 Geschützt nach § 2 DSchG |                          |
|                | Sog. Schlossbastion | Schorndorf, Schlossbastion                                             |           | Geschützt nach § 2 DSchG |                          |
|                | Wohnhaus mit Ladenlokal, ehem. Ackerbürgerhaus                                                                            | Schorndorf, Schulstraße 6 (Karte)                                      |           | Geschützt nach § 2 DSchG |                          |
|                | Wohnhaus | Schorndorf, Schulstraße 8 (Karte)                                      |           | Geschützt nach § 2 DSchG |                          |
|                | Wohnhaus mit Laden, ehem. Ackerbürger- und Handwerkerhaus mit Stadtmauerrest                                              | Schorndorf, Schulstraße 10 (Karte)                                     |           | Geschützt nach § 2 DSchG |                          |
|                | Stadtmauer | Schorndorf, Schulstraße 12 (Karte)                                     |           | Geschützt nach § 2 DSchG |                          |
|                | Wohnhaus mit Hofmauer und Stadtmauerrest                                                                                  | Schorndorf, Schulstraße 22 (Karte)                                     |           | LVB S. 404 Nr. 24 und S. 405 Nr. 45 Geschützt nach § 2 DSchG |                          |
|                | Ehem. Gerberhaus mit Stadtmauerrest                                                                                       | Schorndorf, Schulstraße 24 (Karte)                                     |           | LVB s. 404 Nr. 23, wurde durch einen Neubau ersetzt. Der Stadtmauerrest wurde in diesen Neubau integriert (siehe unten rechts im Bild). Geschützt nach § 2 DSchG |                          |
|                | Ehem. kath. Betsaal, ab 1925 in Besitz der Baptistengemeinde, heute Wohnhaus                                              | Schorndorf, Urbanstraße 25 (Karte)                                     |           | Geschützt nach § 2 DSchG |                          |
|                | Ofenstein | Schorndorf, Urbanstraße 29 (Karte)                                     |           | Geschützt nach § 2 DSchG |                          |
|                | | Schorndorf, Vorstadtstraße 4 (Karte)                                   |           | Geschützt nach § 2 DSchG |                          |
|                | | Schorndorf, Vorstadtstraße 14/16                                       |           | Geschützt nach § 2 DSchG |                          |
|                | | Schorndorf, Vorstadtstraße 18 (Karte)                                  |           | Geschützt nach § 2 DSchG |                          |
|                | | Schorndorf, Vorstadtstraße 32 (Karte)                                  |           | Geschützt nach § 2 DSchG |                          |
|                | | Schorndorf, Vorstadtstraße 58 (Karte)                                  |           | Geschützt nach § 2 DSchG |                          |
|                | | Schorndorf, Vorstadtstraße 60 (Karte)                                  |           | Geschützt nach § 2 DSchG |                          |
|                | Wohn- und Geschäftshaus, ehem. Vereins- und Wohnhaus des ev. Jünglingvereins                                              | Schorndorf, Wallstraße 6 (Karte)                                       |           | Geschützt nach § 2 DSchG |                          |
|                | | Schorndorf, Weiler Straße 56 (Karte)                                   |           | Geschützt nach § 2 DSchG |                          |
|                | ev. Pfarrkirche St. Wendelin mit ehem. Rat- und Schulhaus sowie Pfarrhof                                                  | Schorndorf-Haubersbronn, Wieslaufstraße 60, 62, 64-66                  |           | Südlich des hist. Ortskernes gelegene ev. Pfarrkirche St. Wendelin (um 1485, Schiff 1727) mit Kirchhofmauer in umgebender historischer Bebauung aus Pfarrhof, Rat- und Schulhaus. Geschützt nach § 2 DSchG                                                                              |                          |
|                | abgegangene Burg Ebersberg                                                                                                | Schorndorf-Oberberken, Flur Burgholz, Flstnr. 638/1                    |           | Ca. 1 km südöstlich von Unterberken in Spornlage über dem Herrenbach befindet sich das sog. Schlössle, eine 40 × 40 m große Burgfläche mit gut erhaltenen Wall- und Grabenresten (zur Baugeschichte ist bislang nichts bekannt). Geschützt nach § 2 DSchG                               |                          |
| Weitere Bilder | Maria-Barbara-Katharina-Kirche (Schornbach)                                                                               | Schorndorf-Schornbach, Auerbachweg 10, 14 (Karte)                      |           | Am westlichen Ortsrand unweit des Schornbaches gelegene ev. Pfarrkirche (bez. 1585 und 1732) mit Pfarrhaus. Geschützt nach § 2 DSchG |                          |
| Weitere Bilder | Heilig Kreuz (Weiler) | Schorndorf-Weiler, Pfarrstraße 2 (Karte)                               |           | Zentral im Ort gelegene ev. Pfarrkirche mit spätgotischem Kirchenschiff (Erneuerungen im 20. Jh.). Geschützt nach § 28 DSchG |                          |